# البدع (الريدة)

تعديل مصدري - تعديل

البدع هي إحدى قرى عزلة الريدة وقصيعر بمديرية الريدة وقصيعر التابعة لمحافظة حضرموت، بلغ تعداد سكانها 131 نسمة حسب تعداد اليمن لعام 2004.